# La Cantine (chanson)
Pour les articles homonymes, voir Cantine (homonymie).
La Cantine est une chanson humoristique de Jim Larriaga interprétée par Carlos, sortie en 1972.
Elle vante les mérites des cantines scolaires où les enfants s'amusent « avec les copains et les copines », même si la qualité de la nourriture laisse à désirer.
La cantine rencontra un vif succès lors de sa sortie.